# Station Basse-Ham
Station Basse-Ham is een spoorwegstation in de Franse gemeente Basse-Ham.

## Treindienst
| Serie           | Treinsoort | Route                                                  | Bijzonderheden              |
| --------------- | ---------- | ------------------------------------------------------ | --------------------------- |
| TER 86400 RE 16 | TER (SNCF) | Metz-Ville – Thionville – Basse-Ham – Perl – Trier Hbf | rijdt alleen in het weekend |